# USS Cowpens (CVL-25)
«Коупенс» (англ. USS Cowpens (CVL-25)) — легкий авіаносець США типу «Індепенденс».

## Історія створення
Закладений 17 грудня 1941 року як крейсер типу «Клівленд» (англ. «Cleveland») під назвою «Хантінгтон» (англ. «Huntington» (CL-77)). Спущений на воду 17 січня 1943 року. 27 березня 1943 року перезамовлений як авіаносець і тоді ж перейменований на «Коупенс» (на честь битви під Коупенсом). Вступив у стрій 28 травня 1943 року.

## Історія служби

### Друга світова війна
Увійшов до складу Тихоокеанського флоту США у вересні 1943 року (авіагрупа CVGL-25). Брав участь у нальотах на Вейк (5—6.10.1943), Трук (29—30.04.1944), забезпеченні висадки десанту на Острови Гілберта (13.11 — 8.12.1943), Маршаллові Острови (29.01 — 26.02.1944).
Атакував японські бази на островах Палау (30.03 — 01.04.1944). Забезпечував висадку десантів на островах Нової Гвінеї (21—29.04.1944) та на Маріанські острови (11—23.06.1944).

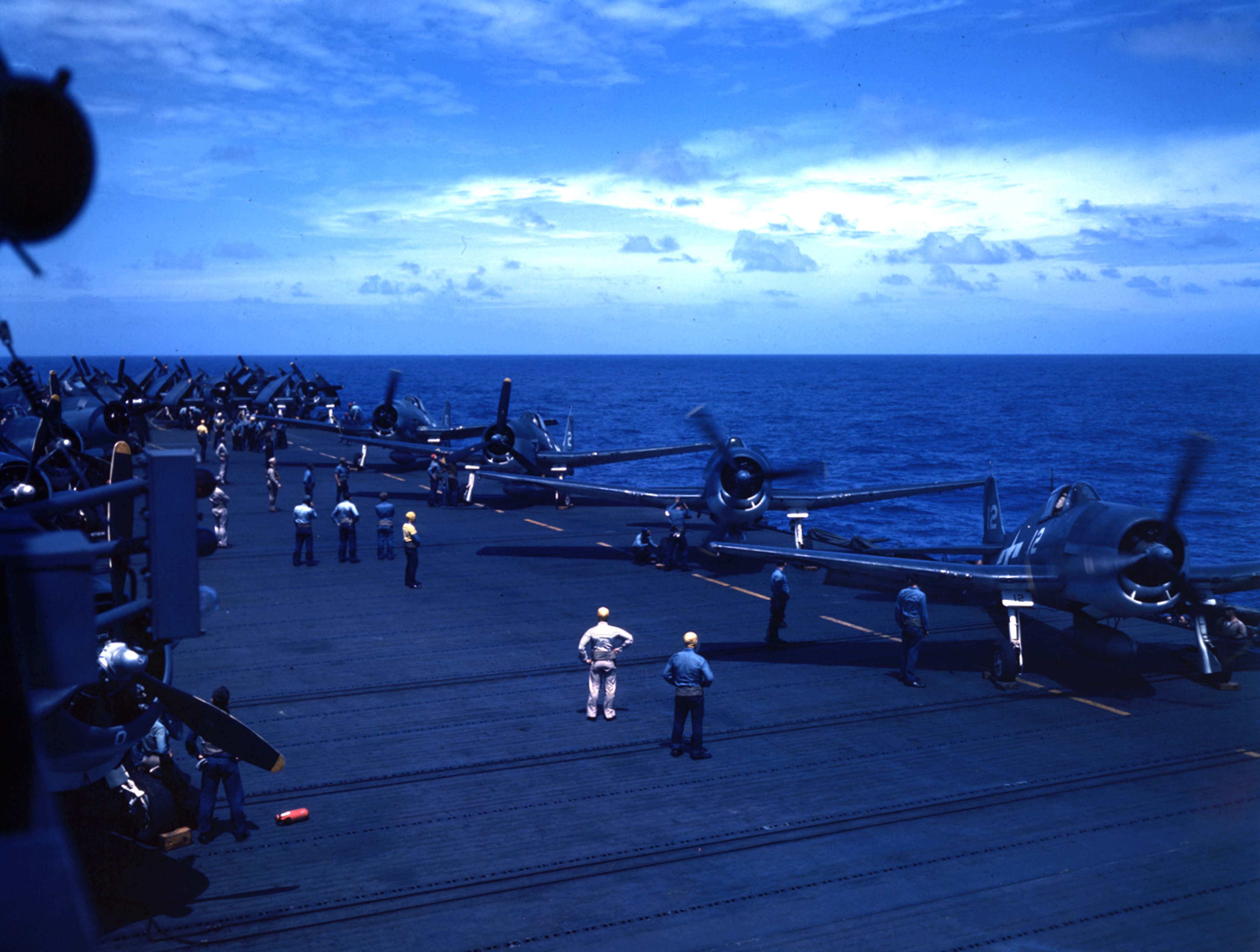
Винищувачі F6F «Хелкет» розігрівають мотори на палубі «Коупенса» перед вильотом на бомбардування Маршаллових островів, січень 1944 року

19—20 червня 1944 року брав участь у битві у Філіппінському морі. 30 липня 1944 року прийняв авіагрупу CVGL-22, після чого забезпечував висадку на Західні Каролінські острови (28.08 — 24.09.1944), атакував японські аеродроми на островах Рюкю, Формоза та Лусон (10—19.10.1944). Брав участь у битві в затоці Лейте, в ході якої літаки з авіаносця потопили японський крейсер «Носіро» (26.10.1944). Атакував аеродроми на островах Лусон (11—18.12.1944). 18 грудня 1944 року, перебуваючи на схід від Філіппін, зазнав штормових пошкоджень і повернувся в Уліті.
Після ремонту брав участь у рейді на японські бази на островах Формоза, Рюкю, Лусон, в Індокитаї та Гонконгу (30.12.1944 — 22.01.1945). 6 лютого 1945 року прийняв авіагрупу CVGL-45. Завдавав ударів по Токіо, Йокогамі, забезпечував висадку на Іодзіму (11.02 — 02.03.1945).

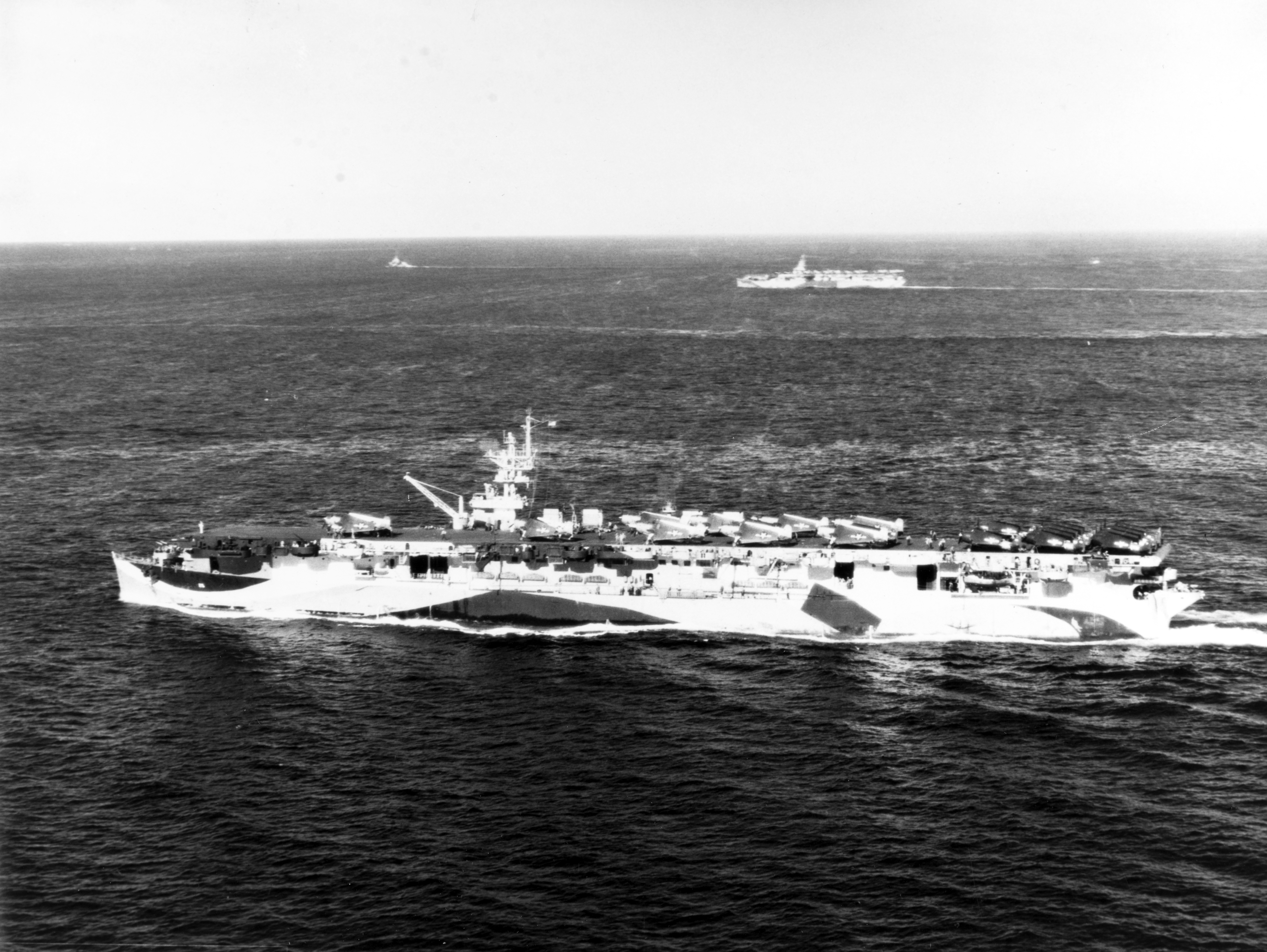
«Коупенс» у морі, 31 серпня 1944 року

З березня по травень 1945 року проходив ремонт. 13 червня 1945 року покинув Перл-Гарбор з авіагрупою CVGL-50. Брав участь в ударах по острову Вейк (20.06.1945), Токіо, Кобе, Нагої, Куре, Майдзуру, острову Хоккайдо (10—18.07 та 24—30.07.1945).
За час війни літаки з «Коупенса» збили 97 японських літаків.

### Післявоєнна служба
3 грудня 1946 року «Коупенс» виведений у резерв. 15 травня перекласифікований в авіатранспорт, при цьому отримав новий номер AVT-1. 1 листопада 1959 року виключений зі складу флоту, проданий на злам, і в 1961 році розібраний.